# Rough Diamond (album)
Rough Diamond je debutové album britské rockové skupiny Rough Diamond.
Skupinu Rough Diamond založil zpěvák David Byron po svém odchodu od Uriah Heep, společně s bývalým kytaristou Humble Pie Clemem Clempsonem a bývalým bubeníkem Wings Geoffem Brittonem. Album v roce 1977 dosáhlo pozice #103 v žebříčku Billboard 200. Skupina se krátce po vydání tohoto alba rozpadla.

## Seznam stop
1. Rock N' Roll (Byron / Britton / Rushent) – 3:28
2. Lookin' For You (Byron / Clempson / Butcher) – 4:06
3. Lock & Key (Byron / Clempson) – 4:59
4. Seasong (Byron / Clempson) – 7:35
5. By The Horn (Byron / Clempson) – 3:13
6. Scared (Byron / Clempson / Britton / Butcher / Bath) – 5:33
7. Hobo (Byron / Clempson / Britton / Butcher / Bath) – 5:45
8. The Link (Butcher) – 2:19
9. End Of The Line (Byron / Clempson / Britton / Butcher) – 5:46

### Band members
- David Byron – zpěv
- Clem Clempson – kytary
- Willie Bath – baskytara
- Damon Butcher – klávesy
- Geoff Britton bicí